# Megaloceros giganteus
Megaloceros giganteus (z řečtiny μεγαλος-megalos-obrovský a κερας-keras-roh) byl specializovanou formou stepních jelenů, která se vyskytovala před asi 781 000 až asi 8 000 lety na území dnešní Evropy a Asie (anglický název Irish elk odkazuje na místo nálezu dobře zachovaných koster a ne na výhradní oblast výskytu). 

## Popis
Kohoutková výška megalocera činila asi 210 cm, tedy o něco více než u losa evropského. Impozantní paroží měřilo na délku až 350 cm, čímž bylo asi o třetinu větší než parohy losa, a vážilo přibližně 40 kg, což z megalocera dělalo zvíře s největším známým parožím. Podle matematických výpočtů bylo nicméně toto paroží úměrné celkové velikosti megalocera a nejednalo se tedy jen o hříčku pohlavního výběru, jenž se vymknul kontrole. Samci pravděpodobně paroží každoročně shazovali.
Paroží pravděpodobně sloužilo ke svádění soubojů, kdy se pomocí něj mohli samci vzájemně zaklesnout a snažit se způsobit protivníkovi ránu na bocích. Megaloceros giganteus se pravděpodobně vyskytoval na travnatých pláních, protože obří parohy by mu neumožňovaly pohyb v lese.
Poslední jedinci tohoto druhu vyhynuli na Sibiři před asi 7 700 lety.